# Phyllogomphoides andromeda
Phyllogomphoides andromeda – gatunek ważki z rodziny gadziogłówkowatych (Gomphidae). Występuje na terenie Ameryki Południowej.